# Warheads on Foreheads
Warheads on Foreheads je kompilační album americké thrashmetalové hudební skupiny Megadeth. Vyšlo 22. března 2019 pod Capitol Records. Kapela ho vydala u příležitosti 35. výročí založení; jedná se o Mustainův výběr 35 písní napříč kariérou skupiny.

## Vznik
Mustaine pro album vybral 35 skladeb, z každého studiového alba Megadeth alespoň jednu. Podle jeho slov se jedná o „35 nejúčinnějších zbraní v arzenálu kapely.“
Deska vyšla ve verzích 3 CD, 4 LP a v limitované editaci 4 stříbrných LP. Seznam skladeb je u všech verzí stejný.

## Ohlas kritiky
Warheads on Foreheads obdrželo převážně pozitivní reakce kritiky. Fred Thomas z Allmusic uvedl, že album působí spíše jako průřez tvorbou než jako kompilace největších hitů.

## Seznam skladeb
| CD 1   | CD 1                                          | CD 1                                                 | CD 1  |
| Pořadí | Název                                         | Původní album                                        | Délka |
| ------ | --------------------------------------------- | ---------------------------------------------------- | ----- |
| 1.     | Rattlehead                                    | Killing Is My Business… and Business Is Good! (1985) | 3:41  |
| 2.     | Mechanix                                      | Killing Is My Business… and Business Is Good! (1985) | 4:24  |
| 3.     | Killing Is My Business… and Business Is Good! | Killing Is My Business… and Business Is Good! (1985) | 3:06  |
| 4.     | The Conjuring                                 | Peace Sells… but Who's Buying? (1986)                | 5:04  |
| 5.     | Wake Up Dead                                  | Peace Sells… but Who's Buying? (1986)                | 3:39  |
| 6.     | Devils Island                                 | Peace Sells… but Who's Buying? (1986)                | 5:06  |
| 7.     | Good Mourning/Black Friday                    | Peace Sells… but Who's Buying? (1986)                | 6:41  |
| 8.     | Set the World Afire                           | So Far, So Good… So What! (1988)                     | 5:49  |
| 9.     | In My Darkest Hour                            | So Far, So Good… So What! (1988)                     | 6:27  |
| 10.    | Holy Wars… The Punishment Due                 | Rust in Peace (1990)                                 | 6:34  |

| CD 2   | CD 2                    | CD 2                               | CD 2  |
| Pořadí | Název                   | Původní album                      | Délka |
| ------ | ----------------------- | ---------------------------------- | ----- |
| 1.     | Hangar 18               | Rust in Peace (1990)               | 5:13  |
| 2.     | Tornado of Souls        | Rust in Peace (1990)               | 5:21  |
| 3.     | Rust in Peace…Polaris   | Rust in Peace (1990)               | 5:39  |
| 4.     | Five Magics             | Rust in Peace (1990)               | 5:41  |
| 5.     | Take No Prisoners       | Rust in Peace (1990)               | 3:28  |
| 6.     | Skin o' My Teeth        | Countdown to Extinction (1992)     | 3:17  |
| 7.     | Angry Again             | Last Action Hero soundtrack (1993) | 3:49  |
| 8.     | Symphony of Destruction | Countdown to Extinction (1992)     | 4:08  |
| 9.     | Sweating Bullets        | Countdown to Extinction (1992)     | 5:28  |
| 10.    | A Tout le Monde         | Youthanasia (1994)                 | 4:24  |
| 11.    | Train of Consequences   | Youthanasia (1994)                 | 3:33  |
| 12.    | Reckoning Day           | Youthanasia (1994)                 | 4:37  |

| CD 3   | CD 3                        | CD 3                          | CD 3  |
| Pořadí | Název                       | Původní album                 | Délka |
| ------ | --------------------------- | ----------------------------- | ----- |
| 1.     | Trust                       | Cryptic Writings (1997)       | 5:13  |
| 2.     | She-Wolf                    | Cryptic Writings (1997)       | 3:39  |
| 3.     | Wanderlust                  | Risk (1999)                   | 5:50  |
| 4.     | Dread and the Fugitive Mind | The World Needs a Hero (2001) | 4:26  |
| 5.     | Blackmail the Universe      | The System Has Failed (2004)  | 4:34  |
| 6.     | Washington is Next!         | United Abominations (2007)    | 5:20  |
| 7.     | Head Crusher                | Endgame (2009)                | 3:28  |
| 8.     | Public Enemy No. 1          | Thirteen (2011)               | 4:16  |
| 9.     | Kingmaker                   | Super Collider (2013)         | 4:19  |
| 10.    | The Threat is Real          | Dystopia (2016)               | 4:23  |
| 11.    | Poisonous Shadows           | Dystopia (2016)               | 6:04  |
| 12.    | Death from Within           | Dystopia (2016)               | 4:49  |
| 13.    | Dystopia                    | Dystopia (2016)               | 5:03  |